# Campionato di calcio della Repubblica Socialista Sovietica d'Estonia 1954
Il Campionato di calcio della Repubblica Socialista Sovietica d'Estonia 1954 era la massima divisione del campionato estone ed era un campionato regionale sovietico. La vittoria finale andò al Dünamo Tallinn che vinse il sesto titolo della sua storia.

## Formula
Era formato da dieci squadre: ogni formazione si incontrava le altre in gironi di andata e ritorno, per un totale di 18 incontri. Erano previsti due punti per la vittoria e uno per il pareggio. 

## Classifica finale
|    | Classifica finale  | G  | V  | N | P  | GF | GS | Dif | Pt |
| -- | ------------------ | -- | -- | - | -- | -- | -- | --- | -- |
| 1  | Dünamo Tallinn     | 18 | 11 | 4 | 3  | 38 | 18 | +20 | 26 |
| 2  | Kalev Narva        | 18 | 10 | 3 | 5  | 30 | 16 | +14 | 23 |
| 3  | Spartak Viljandi   | 18 | 11 | 1 | 6  | 40 | 28 | +12 | 23 |
| 4  | Kalev Järvakandi   | 18 | 9  | 3 | 6  | 23 | 20 | +3  | 21 |
| 5  | Kalev Kivioli      | 18 | 8  | 3 | 7  | 22 | 22 | +0  | 19 |
| 6  | Dünamo Tartu       | 18 | 6  | 3 | 9  | 18 | 25 | -7  | 15 |
| 7  | Kalev Pärnu        | 18 | 7  | 0 | 11 | 22 | 34 | -12 | 14 |
| 8  | Kalev Kohtla-Järve | 18 | 6  | 2 | 10 | 21 | 38 | -17 | 14 |
| 9  | Kalev Tallinn B    | 18 | 5  | 3 | 10 | 20 | 28 | -8  | 13 |
| 10 | Dünamo Rakvere     | 18 | 3  | 6 | 9  | 8  | 14 | -6  | 12 |

G = Partite giocate; V = Vittorie; N = Nulle/Pareggi; P = Perse; GF = Goal fatti; GS = Goal subiti; Dif = differenza reti; 